# Izsák ben Séset
Izsák ben Séset (héberül: יצחק בן ששת), rövidítve RIBáS [Rabbi Izsák ben Séset héberül: ריב"ש] (Valencia, 1326 – Algír, 1408) középkori hispániai zsidó hittudós.
Zaragozai rabbi volt, aki az 1391-es zsidóüldözéskor költözött át Tuniszba. Talmudtudománnyal foglalkozott, de kerülte a szőrszálhasogatást. Vallásfilozófiával is foglalkozott írásaiban, bár fenntartással kezelte azt – ezzel szemben fanatikusan tisztelője volt a haláchának. Vitába keveredett Chájjim Galipapa huescai rabbival, akinek döntvényeit túlságosan enyhének ítélte, ő maga alaposan igyekezett indokolni szigorításait Responzumaival. Ezek sok érdekes adatot tartalmaznak a korabeli zsidóság hitéleti és művelődési állapotára nézve is.